# Mari Gilbert
Mari Gilbert (22 de junio de 1964 - 23 de julio de 2016) fue una activista estadounidense.

## Biografía
Gilbert logró reconocimiento al exponer públicamente el caso de su hija Shannan, una mujer de 24 años de edad de Nueva Jersey que desapareció en mayo de 2010 en extrañas circunstancias. La investigación de la desaparición de Shannan condujo al descubrimiento de diez víctimas de homicidio esparcidas a lo largo de Ocean Parkway en Nueva York. Los investigadores creían que Shannan había muerto a causa de ahogamiento accidental y que su fallecimiento no estaba relacionado con los crímenes del asesino serial de Long Island, pero Gilbert impugnó el hallazgo y luchó porque se reabriera el caso como una investigación de asesinato. Una autopsia independiente solicitada por la familia de Gilbert dedujo que Shannan pudo haber sido estrangulada hasta la muerte. Gilbert y sus otras hijas (Sarra y Sherre) aparecían frecuentemente en programas de televisión discutiendo el caso.

### Fallecimiento
Gilbert fue apuñalada por una de sus hijas, Sarra, en un edificio de apartamentos en la calle Warren en Ellenville, Nueva York, el 23 de julio de 2016. Sarra sufría de esquizofrenia. Según un informe, la joven "escuchó voces en su cabeza que le ordenaron cometer el crimen". Sarra fue acusada de asesinato en segundo grado y posesión de un arma en cuarto grado, declarada culpable de asesinato y condenada a 25 años de cárcel en agosto de 2017.
En la película de 2020 Chicas perdidas, Gilbert es interpretada por Amy Ryan.